# チョウ目
チョウ目（チョウもく、学名：Lepidoptera）は、昆虫類の分類群の一つ。鱗翅目（りんしもく）、またはガ目ともいう。いわゆるチョウやガがここに分類されるが、「ガ」の種類数は「チョウ」の20-30倍で、ガの方が圧倒的に種類数が多い。また鱗粉を持つ翅のある目なため、チョウとガはここでは区別されてはいない。トビケラ目と近い仲間でもある。

## 特徴

### 成虫
本目の最大の特徴は成虫の翅の表面が鱗粉で覆われることであり、学名のLepidoptera（lepido-：鱗 ＋ -ptera：翅）やその訳語である和名の「鱗翅類」はこれに由来する。タテハチョウ科やシジミタテハ科、スカシバ科など複数の独立したグループで鱗粉のない半透明の翅を持つ種の存在が知られるが、これらの鱗粉の喪失は二次的なものと考えられる。翅は体に比して大きく広がり、普通は甲虫類のように翅を折り畳むことができない。止まるときは背中に立てて重ねるかテント状に伏せて重ねる。ガの中には雌の羽が退化した種（ミノガなど）もある。
小顎の一部である外葉は2本の細長い突起に変化し、合わさってストロー様の器官を形成する。このストロー様の器官を口吻と呼び、粘度の低い液体（水分など）を吸って摂食する。花の蜜や樹液などを摂取するものが多い。ガの中には数は少ないが果実の果皮を突き刺して果汁を吸うものや、哺乳類の血液を吸うものもいる。ただし現生種の中でもコバネガ科類は咀嚼機能を有する大顎が残り、花粉などを噛み砕いて摂食する原始的な形質を残す。また、複数の科において、成虫の口器が退化し幼虫時代に蓄えた栄養分のみで活動・繁殖する例が知られている。
触角の形状は分類群によって様々だが、一般に「チョウ」と呼ばれているものは鎌状（セセリチョウ上科）や棍棒状のもの（アゲハチョウ上科）が多く、「ガ」と呼ばれているものは糸状、両櫛歯状、鋸歯状など様々な形状のものがある。両櫛歯状や鋸歯状の触角は雄に見られ、雌の発するフェロモンを感知する受容器が存在する触角表面の面積が最大になるよう進化した結果である。

### 幼虫
成長段階は、卵 - 幼虫 - 蛹 - 成虫という完全変態をおこなう。幼虫は円筒形で柔らかい体を持ち、胸部の歩脚は短く、腹部にはイボ足をもつ。体じゅうに毛がないものをイモムシ、長い毛があるものをケムシと呼ぶが、その他シャクトリムシ、ミノムシなど分類群によって様々な特徴があり、それに応じた呼び名がある。
また、口の側に糸を出す器官をもつ。これによって繭を造るものが多い。その他に糸を使って幼虫が巣を造るもの、蛹を固定するものなどがある。
植物食のものが多いが，様々な食性を持つものがある。例えば主にヒグラシなどセミの仲間に寄生するセミヤドリガ、コナラやクヌギに穿孔し樹液に集まる虫を捕食するボクトウガ、普段は植物食だが機会的にイモムシなどを捕食するオオタバコガ、ミツバチの巣を専食するハチノスツヅリガ、チョコレートなども含む乾燥子実類を食うノシメマダラメイガ、乾燥羽毛・獣毛を食うイガなどがいる。変わった食性の物としては陸貝を専食する Hyposmocoma molluscivoraが知られている。

## 人とのかかわり
チョウ目（鱗翅目）は、コウチュウ目（鞘翅目）、ハチ目（膜翅目）に次いで種類数が多く、益虫と害虫の両面で人間と深く関わっている。

### 害虫としての面
幼虫は多くが草食で、農作物を食害する農業害虫が多く含まれるため、様々な農薬が開発され、作物の防除に使われている。また、イガ（ヒロズコガ科）の幼虫は衣服を食害する害虫である。さらにケムシの中にはドクガやイラガなど毒針毛を持つものもあり、これらは二重に嫌われる。
成虫は吸蜜性で食性により経済に害をなすものは少ない。吸蜜活動は、脚部や口吻が長く、体が花の雄蕊（ゆうずい・おしべ）や雌蕊（しずい・めしべ）に触れないで行うことが多いこと、体表が鱗粉に覆われ、花粉を付着させにくいこと、またハナバチのように花粉を餌として利用する種類が稀なことなどにより、花にとって結果的に盗蜜となることが少なくない。しかし数多い種子植物が、受粉（送粉）をチョウやガに依存する方向に進化している。
またヤガ科の一部には、発達した口吻を果実に刺して汁を吸うアケビコノハやムクゲコノハなどがおり、これらは果樹園の果実に被害を与える。吸収ヤガとも呼ばれ、日本では10数種が知られる。

### 益虫としての面
カイコなどの幼虫が吐き出す糸は様々に利用され、カイコの蛹やコウモリガの幼虫は地域によって食用にも利用される（詳しくは昆虫食を参照）。漢方の生薬や薬膳料理の素材として使われる冬虫夏草は、子嚢菌シネンシストウチュウカソウ(Ophiocordyceps sinensis)がコウモリガの幼虫に寄生したものである。
利害の有無に関わらず、ガは見た目が不快とされ嫌われることが多い。一方、チョウは鮮やかな外見のものが多く、数少ない「好まれる昆虫」である。昆虫採集の対象としても最上位に位置し、昆虫類の中でも最も研究が進んでいる。

## チョウとガの区別

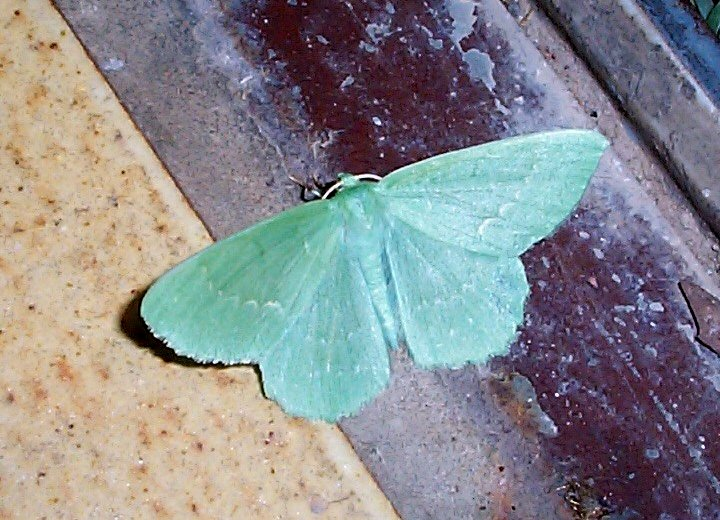
オオシロオビアオシャク Large Emerald（シャクガ科）

チョウとガは同じチョウ目に属している。その境界は曖昧で、形態で分類するには例外が多すぎて、明確に区別することは難しい。その理由として、チョウ目に存在する多数の系統的分枝のうちわずか3上科を擁する1分枝をもって「チョウ」とし、その他大勢をもって｢ガ」とする二大別法に系統分類学的根拠が乏しいことが挙げられる。すなわち、「チョウ」の属する分枝を特徴づける形質を列挙することはできるが、｢ガ」を特徴づける形質を想定すること自体困難なのである。例えば、「チョウ」の大半は昼行性であるが「ガ」には昼行性のものと夜行性のものの両方が含まれる。また、「チョウ」は休息時に翅を垂直に立てるか水平に開いて止まるかのいずれかであるが、「ガ」には垂直に立てるもの、屋根型に畳むものなど様々な休息形態をとるものが存在する。要するに「チョウ」の特徴をある程度定義することはできるが、「ガ」の特徴は「チョウ」の系統を定義する特徴を用いて、消去法で表現することしかできない。系統分類学的に言えば、チョウはガの一部なのである。ただし、触角で区別する場合、「チョウ」は鎌状または棍棒状で、「ガ」は糸状、両櫛歯状、鋸歯状など様々な形状のを持つのでチョウかガかは容易に区別できる。
見た目が「チョウ」であるのに「ガ」の属す科や属に属しているというアゲハモドキのような例もある。
日本語では「チョウ」と｢ガ」をはっきり区別しているが、ドイツ語圏、フランス語圏、ロシア語圏など、この2者を区別しない言語・文化もある。元来、漢語の「蝶」とは「木の葉のようにひらひら舞う虫」を意味し、「蛾」とはカイコの成虫およびそれに類似した虫を意味する言葉であった。そのため、この漢語概念を取り入れた日本語において、そもそも「チョウ」と「ガ」は対立概念ではなかったのである。当然、今日「チョウ」と呼ぶ昆虫を「ガ」と認識することもあったし、逆もまた真である。さらに、「蛾」という語が産業昆虫として重要であり、しばしば民俗的に神聖視されるカイコの成虫がイメージの根底にあることからわかるように、今日のように不快昆虫というイメージもなかった。漢字文化圏で美人の眉のことを「カイコガの触角のような眉」を示す「蛾眉」なる語で示すことにそうした文化的背景がよく表されている。
むしろ日本における今日的な「チョウ」と「ガ」の線引きの起源をたどってみると、英語における "butterfly" と "moth" の線引きと一致し、英語圏からの近代博物学の導入に伴って英語の文化的分類様式が科学的分類法と混在して日本語に持ち込まれたことが推測される。英語と同じゲルマン語派のドイツ語におけるチョウ目の文化的分類様式を英語と比較してみると、日本語で「チョウ」と訳される "Schmetterling" はチョウ目の大型群、すなわち「チョウ」および大蛾類を併せた概念であり、英語の "moth" に対応する "Motte" はチョウ目の小型群、すなわち小蛾類を指す概念で、英語および近現代日本語における線引きと明瞭に異なっている。
よく日本の中学生用の国語の教科書に掲載されているヘルマン・ヘッセの短編小説、『少年の日の思い出』で、主人公が友人の展翅板から盗み出すヤママユが「蝶」と訳されているのは、原文が Schmetterling となっているためである。moth や Motte は、もともとは毛織物や毛皮を食害する小蛾類であるイガの仲間を指す語であったらしい。今でもドイツ語の Motte の狭義の意味はイガ類を指している。このため、中世以来毛織物が重要な衣料であった西ヨーロッパでは moth-Motte 系統の単語には害虫としての不快感が付きまとっており、このことが明治以降の学校教育における博物学の授業を通じて、チョウは鑑賞に堪える美しい昆虫、ガは害虫が多い不快な昆虫というイメージが日本に導入され、定着したことが根底にある可能性がある。 日本語では、ハエ、ハチ、バッタ、トンボ、セミなど、多くの虫の名称が大和言葉、すなわち固有語である。しかし、この蝶と蛾に関しては漢語である。蝶、蛾もかつては、かはひらこ、てんから、ひひる、ひむしなどと大和言葉で呼ばれていた。その際、蝶と蛾は名称の上でも、概念の上でも区別されていなかった。しかし上記のごとく英語圏からの博物学の導入に伴って蝶と、蛾の区別を明確に取り入れたため、両者を区別しない、かはひらこなどの大和言葉はむしろ不都合であった。そこで漢語の蝶、蛾にその意味を当てたわけだが、それも上記のとおり、本来の字義とは異なっている。

## 分類
ここではNieukerken et al.(2011) を紹介する。日本に分布するものや特筆に価する上科に関しては下位分類も併記し、和名は駒井ら (2011)および神保(2020)に拠った。また、Kristensen et al. (2007) を元に作成した鱗翅目の内部系統をあらわすクラドグラムも掲載したが、本文で採用されている分類体系とは異なることに注意。鱗翅目の系統と分類に関しては分子系統学の発展に伴って近年盛んに研究が行われており、このほかにもさまざまな系統と分類に関する説が提唱されている。

### コバネガ亜目Zeugloptera
- コバネガ上科 Micropterigoidea
  - コバネガ科 Micropterigidae

### Aglossata亜目
- カウリコバネガ上科 Agathiphagoidea

### モグリコバネガ亜目Heterobathmiina
- モグリコバネガ上科 Heterobathmioidea

### 有吻亜目Glossata
※以下のすべてのクレードを包含する。

#### Dacnonypha下目
- スイコバネガ上科 Eriocranioidea
  - スイコバネガ科 Eriocraniidae

#### ホソコバネガ下目Acanthoctesia
- ホソコバネガ上科 Acanthopteroctetoidea

#### ミナミコバネガ下目Lophocoronina
- ミナミコバネガ上科 Lophocoronoidea

#### ムカシガ下目Neopseustina
- ムカシガ上科 Neopseustoidea

#### 新鱗翅類Neolepidopteraクレード
※以下のすべてのクレードを包含する。

##### 外溝下目Exoporia
- コウモリガモドキ上科 Mnesarchaeoidea
- コウモリガ上科 Hepialoidea
  - コウモリガ科 Hepialidae

##### 異脈下目Heteroneura

###### Nepticulina クレード
- モグリチビガ上科 Nepticuloidea
  - モグリチビガ科 Nepticulidae
  - ヒラタモグリガ科 Opostegidae

###### Incurvariina クレード
- アンデスガ上科 Andesianoidea
- Adeloidea 上科 （マガリガ上科 Incurvarioidea[6]）
  - ツヤコガ科 Heliozelidae
  - ヒゲナガガ科 Adelidae
  - マガリガ科 Incurvariidae
  - ホソヒゲマガリガ科 Prodoxidae

###### Etimonotrysia クレード
- ヒロズコガモドキ上科 Palaephatoidea
- ムモンハモグリガ上科 Tischerioidea
  - ムモンハモグリガ科 Tischeriidae

###### 二門類Ditrysiaクレード
- ヒロズコガ上科 Tineoidea
  - ミノガ科 Psychidae
  - ヒロズコガ科 Tineidae

- ホソガ上科 Gracillarioidea
  - ヒカリバコガ科 Roeslerstammiidae
  - チビガ科 Bucculatricidae
  - ホソガ科 Gracillariidae

- スガ上科 Yponomeutoidea
  - スガ科 Yponomeutidae
  - コナガ科 Plutellidae
  - ホソハマキモドキガ科 Glyphipterigidae
  - クチブサガ科 Ypsolophidae
  - ニセスガ科 Praydidae
  - マイコガ科 Heliodinidae
  - ヒルガオハモグリガ科 Bedelliidae
  - ハモグリガ科 Lyonetiidae

- ツトガモドキ上科　Simaethistoidea

- キバガ上科 Gelechioidea
  - ミツボシキバガ科 Autostichidae
  - ヒゲナガキバガ科 Lecithoceridae
  - ヒロバキバガ科 Xyloryctidae
  - ネマルハキバガ科 Blastobasidae
  - マルハキバガ科 Oecophoridae
  - モンホソキバガ科 Schistonoeidae
  - メスコバネキバガ科 Chimabachidae
  - エグリキバガ科 Peleopodidae
  - クサモグリガ科 Elachistidae
  - ニセマイコガ科 Stathmopodidae
  - ホソキバガ科 Batrachedridae
  - ツツミノガ科 Coleophoridae
  - アカバナキバガ科 Momphidae
  - キヌバコガ科 Scythrididae
  - カザリバガ科 Cosmopterigidae
  - キバガ科 Gelechiidae

- ニジュウシトリバガ上科 Alucitoidea
  - ニジュウシトリバガ科 Alucitidae

- トリバガ上科 Pterophoroidea
  - トリバガ科 Pterophoridae

- Carposinoidea 上科 （マルバシンクイガ上科 Copromorphoidea[6]）
  - マルバシンクイガ科 Copromorphidae
  - シンクイガ科 Carposinidae

- ホソマイコガ上科 Schreckensteinioidea
  - ホソマイコガ科 Schreckensteiniidae

- ササベリガ上科 Epermenioidea
  - ササベリガ科 Epermeniidae

- メスハリオガ上科 Urodoidea
  - メスハリオガ科 Urodidae

- ニセハマキガ上科 Immoidea
  - ニセハマキガ科 Immidae

- ハマキモドキガ上科 Choreutoidea
  - ハマキモドキガ科 Choreutidae

- ネムスガ上科 Galacticoidea
  - ネムスガ科 Galacticidae

- ハマキガ上科 Tortricoidea
  - ハマキガ科 Tortricidae

- ボクトウガ上科 Cossoidea
  - ヒロハマキモドキガ科 Brachodidae
  - ボクトウガ科 Cossidae
  - カストニアガ科 Castniidae
  - スカシバガ科 Sesiidae

- マダラガ上科 Zygaenoidea
  - セミヤドリガ科 Epipyropidae
  - イラガ科 Limacodidae
  - メガロピゲイラガ科 Megalopygidae
  - マダラガ科 Zygaenidae

- ホエーリーガ上科 Whalleyanoidea

- マドガ上科 Thyridoidea
  - マドガ科 Thyrididae

- セセリモドキガ上科 Hyblaeoidea
  - セセリモドキガ科 Hyblaeidae

- イカリモンガ上科 Calliduloidea
  - イカリモンガ科 Callidulidae

- アゲハチョウ上科 Papilionoidea（チョウ）
  - アゲハチョウ科 Papilionidae
  - シャクガモドキ科 Hedylidae[注釈 1]
  - セセリチョウ科 Hesperiidae[注釈 2]
  - シロチョウ科 Pieridae
  - シジミチョウ科 Lycaenidae
  - タテハチョウ科 Nymphalidae

- メイガ上科 Pyraloidea
  - メイガ科 Pyralidae
  - ツトガ科 Crambidae

- ミマロガ上科 Mimallonoidea

- カギバガ上科 Drepanoidea
  - キンイロガ科 Cimeliidae
  - ニセシャチホコガ科 Doidae
  - カギバガ科 Drepanidae

- カレハガ上科 Lasiocampoidea
  - カレハガ科 Lasiocampidae

- カイコガ上科 Bombycoidea
  - オビガ科 Eupterotidae
  - イボタガ科 Brahmaeidae
  - カイコガ科 Bombycidae
  - ヤママユガ科 Saturniidae
  - スズメガ科 Sphingidae

- シャクガ上科 Geometroidea
  - アゲハモドキガ科 Epicopeiidae
  - ツバメガ科 Uraniidae
  - シャクガ科 Geometridae

- ヤガ上科 Noctuoidea[注釈 3]
  - ミナミシャチホコガ科 Oenosandridae
  - シャチホコガ科 Notodontidae
  - Erebidae 科
    - Lymantriinae 亜科[注釈 4]
    - Arctiidae 亜科[注釈 5]

  - Euteliidae 科[注釈 6]
  - コブガ科 Nolidae
  - ヤガ科 Noctuidae